# 殷州 (北魏)
殷州（いんしゅう）は、中国にかつて存在した州。南北朝時代に現在の河北省石家荘市一帯に設置された。
526年（孝昌2年）、北魏により定州と相州を分割して殷州が設置された。広阿県に州治が置かれた。殷州は趙郡・鉅鹿郡・南趙郡の3郡15県を管轄した。
551年（天保2年）、北斉により殷州は趙州と改称された。